# الحسناء وقاهر الفضاء (فلم)
الحسناء وقاهر الفضاء فيلم سينمائي سوري من إنتاج عام 1975.

## قصة الفيلم
في إحدى البيئات الشعبية في دمشق، يعود شاب مع زوجته الأجنبية، ولدى كل منهما حلم مرتبط بأفكار التغيير والتطور، وإقامة مشروع محطة أقمار صناعية في المكان.

## فريق العمل
- قصة وسيناريو وحوار: سهيل كنعان، محمد جومر
- إخراج: سهيل كنعان
- إنتاج وتوزيع: الغانم للإنتاج والتوزيع السينمائي
- مخرج مساعد: محمد أبو الفتح
- مونتاج: مروان عكاوي
- مدير التصوير: بهجت حيدر
- مدير الإنتاج: أحمد فرهود
- مكياج: ستيلا خليل
- ديكور: أسامة عياش
- أغنية «عم بتقلي كم» كلمات فوزي المغربي وألحان زهير العيساوي وأداء ناجي جبر

## بطولة
- إغراء
- ناجي جبر
- أديب قدورة
- نجاح حفيظ
- سلوى سعيد
- أحمد عداس
- عصام عبه جي
- أنور البابا
- قمر مرتضى
- رياض شحرور
- هدى شعراوي
- إيلي غريبة
- رضوان الساطي
- محمد طرقجي